# قلعه و تپه پیر کمر
قلعه و تپه پیر کمر مربوط به هزاره ۲تا دوره صفوی است و در ۳/۵ کیلومتری شرقشهرستان فیروزکوه واقع شده و این اثر در تاریخ ۵ آذر ۱۳۸۰ با شمارهٔ ثبت ۴۴۰۵ به‌عنوان یکی از آثار ملی ایران به ثبت رسیده است.